# Exosporium stylobatum
Exosporium stylobatum är en svampart som beskrevs av Curzi & Barbaini 1927. Exosporium stylobatum ingår i släktet Exosporium, divisionen sporsäcksvampar och riket svampar.   Inga underarter finns listade i Catalogue of Life.